# Tetraleurodes graminis
Tetraleurodes graminis là một loài côn trùng cánh nửa trong họ Aleyrodidae, phân họ Aleyrodinae.
Tetraleurodes graminis được Takahashi miêu tả khoa học đầu tiên năm 1934.